# グジャラート州
座標: 北緯23度13分00秒 東経72度41分00秒 / 北緯23.2167度 東経72.6833度
グジャラート州（グジャラートしゅう、グジャラート語: ગુજરાત  ['gudʒəɾɑt̪]、英語：英語: Gujarat）は、インドの北西部にある州の一つ。またこの地方の歴史的名称でもある。州の面積は196,024平方キロメートル（75,755平方マイル）で1,600キロメートルの海岸線を有する。6,000万を超える人口はそのほとんどがカーティヤーワール半島に居住している。2019年のGDPは16兆3000億ルピー（2,000億ドル）であり、インドの州の中で第4位の経済規模である。

## 歴史

### 古代
グジャラート地方は、古来から西アジアとの重要な交易地であって、インダス文明の港湾都市とされるロータルや近年発見されたドーラヴィーラなどが栄えた。
北インドやデカン地方の諸王朝の間でしばしば係争地になった。1世紀には、サカ族とサータヴァーハナ朝が争った。8世紀から9世紀には、北インドを支配したプラティハーラ朝とデカン地方を支配したラーシュトラクータ朝がグジャラートの領有をめぐって争った。

### イスラームの侵攻

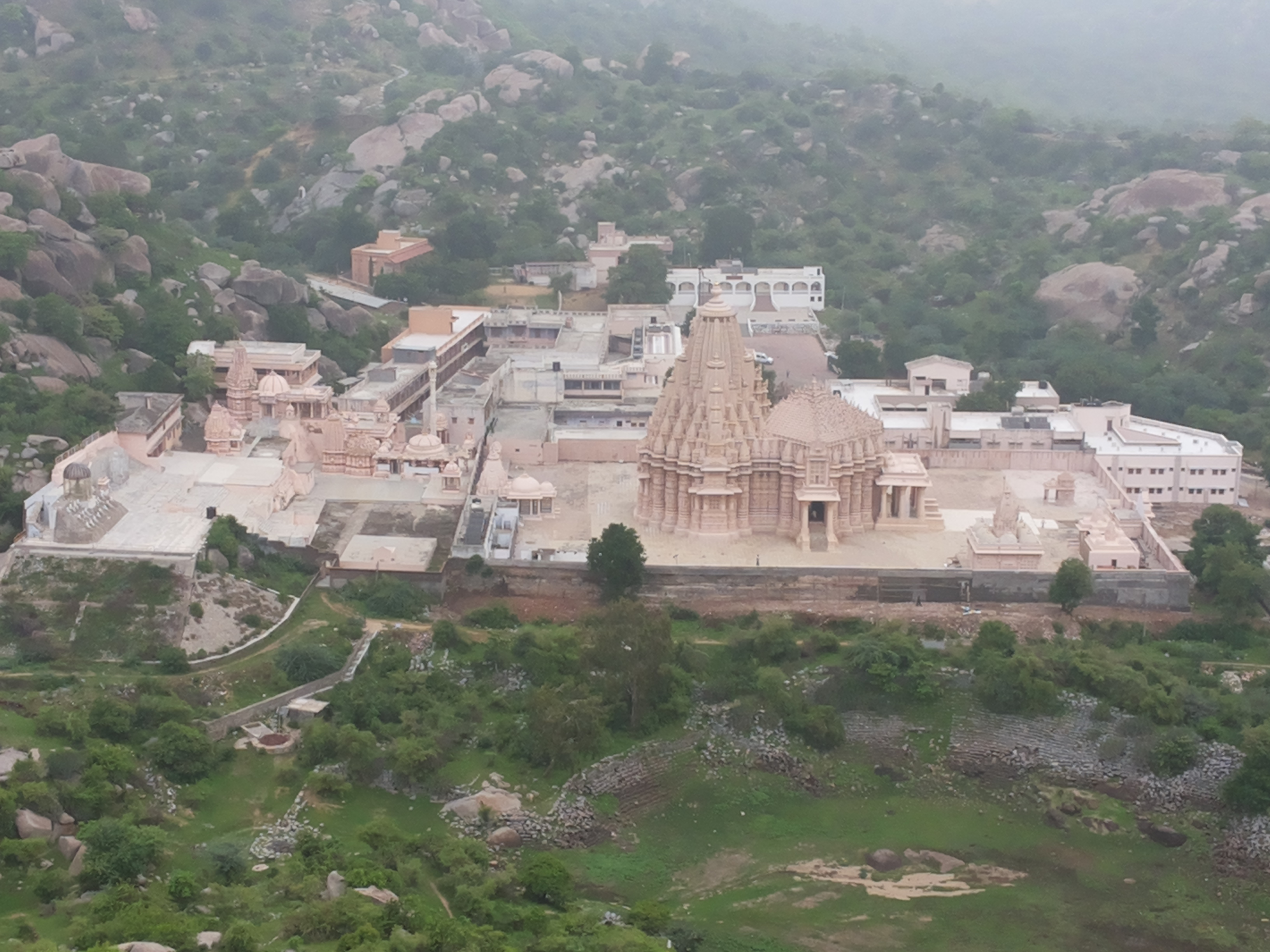
12世紀の寺院

10世紀にはイスラム原理に基づくガズナ朝のインド侵攻が始まり、1025年にはマフムードによってソームナートの豊かなヒンドゥー寺院を徹底的に略奪した。
13世紀にはデリー・スルターン朝（ハルジー朝）のもとでムスリム（イスラーム教徒）がグジャラートを征服。
1407年にムザッファル・シャー1世がデリー・スルターン朝（トゥグルク朝）から自立して、グジャラート・スルターン朝を樹立。アフマド・シャー1世の代に、アフマダーバードを首都にして栄えた。
1509年、ディーウ沖海戦。
1573年、アクバルによってムガル帝国に併合された。

### 独立後
イギリス支配時代のグジャラート地方は、イギリス領インド帝国のボンベイ管区の一部となった。この管区の中には現在のグジャラート州西部のカッチ王国、東部のバローダ国、カーティヤーワール半島（サウラーシュトラ）の諸王国など多数の藩王国があった。独立後にボンベイ管区はボンベイ州となり、1956年から各州を言語別に再編する事業が始まり、ボンベイ州はカッチ王国を前身とするカッチ州、サウラーシュトラ諸王国を前身とするサウラーシュトラ州を併合したが、1960年にはボンベイ州はグジャラート語を話す地方からなるグジャラート州と、マラーティー語を話す地方からなるマハーラーシュトラ州に分割された。
2002年2月27日、ゴードラー列車襲撃事件。グジャラート動乱（2月 - 6月）。2003年、インド人民党（BJP）のハーレン・パンディア州歳入担当相が暗殺された。

## 地理

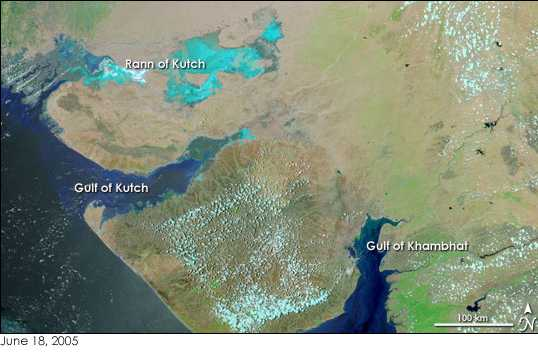
衛星写真に見るグジャラート州

グジャラートは、「グジャラート族の地」という意味である。
地図上では、アラビア海に突き出たサウラシュートラ半島（カーティヤワール半島）とその付け根部分にあたり、インド亜大陸の北西の付け根でもある。サウラシュートラ半島の北のカッチ湾をまたいで、カッチ湿地（カッチ大湿地およびカッチ小湿地）があり、半島の南にはカンバート湾（カンベイ湾）が広がる。
グジャラート州は、真南から真西を海に囲まれ、北にラージャスターン州、東にマディヤ・プラデーシュ州、東南にマハーラーシュトラ州、北西にパキスタン領のシンド州との国境がある。
州全体で起伏が少なく、冬はほとんど晴れ、比較的乾燥し、日中29℃、夜間12℃である。夏は日中41℃、夜間29℃と暑く乾燥しているが、6月中旬からのモンスーンで気温がやや低下し、湿度が増す。モンスーンにより大量の降雨があり、洪水を引き起こす。

## 地方行政区分

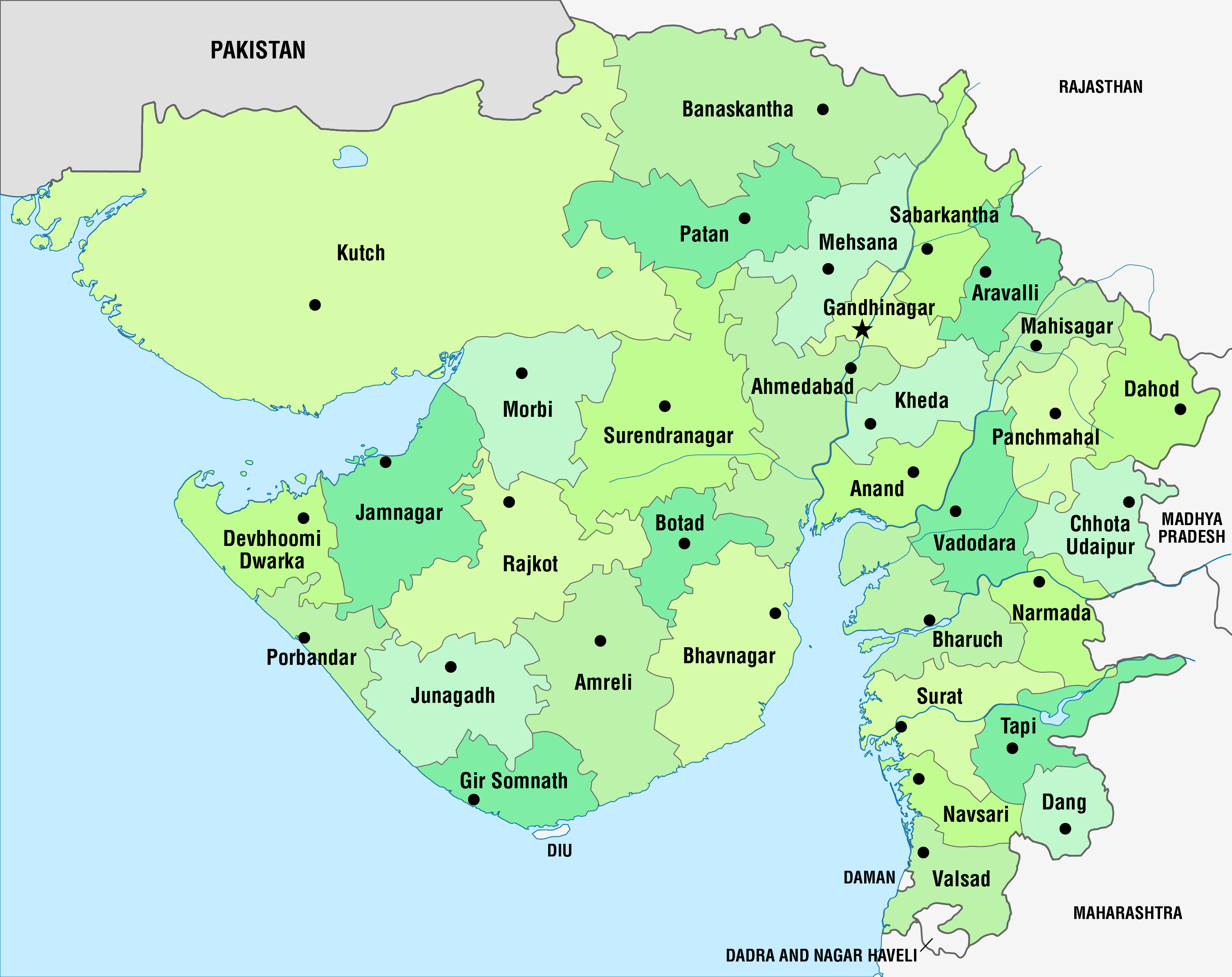
グジャラート州の地方行政区

- アフマダーバード県 （Ahmedabad district）
- アムレーリー県 （en:Amreli District）
- アーナンド県 （en:Anand District）
- バナースカーンター県 （en:Banaskantha District）
- バルーチ県 （en:Bharuch District）
- バーヴナガル県 （Bhavnagar District）
- ダーホード県 （en:Dahod District）
- ダーング県 （en:Dang District）
- ガーンディーナガル県 （en:Gandhinagar District）
- ジャームナガル県 （en:Jamnagar District）
- ジュナーガド県 （en:Junagadh District）
- ケーダー県 （en:Kheda District）
- カッチ県 （Kachchh District）
- メヘサーナー県 （en:Mehsana District）
- ナルマダー県 （en:Narmada District）
- ナヴサーリー県 （Navsari District）
- パンチマハル県 （en:Panchmahal District）
- パータン県 （en:Patan District）
- ポールバンダル県 （en:Porbandar District）
- ラージコート県 （en:Rajkot District）
- サーバルカーンター県 （en:Sabarkantha District）
- スーラト県 （Surat district）
- スレーンドラナガル県 （en:Surendranagar District）
- ヴァドーダラー県 （Vadodara District）
- ヴァルサール県 （en:Valsad District）

### 主要都市
- ガンディーナガル（Gandhinagar）：州都。
- アフマダーバード（Ahmadabad）：州内最大の都市。アーメダバード等と表記される場合もある。
- ヴァドーダラー（Vadodara）
- ジャームナガル（Jamnagar）

## 政治

### 州議会
州議会の定数は182議席で、2022年12月1日から5日にわたって行われた州議会選挙の政党別議席配分は以下の通りとなる。
- インド人民党（BJP） - 156議席
- インド国民会議（INC） - 17議席
- アーム・アードミ党(AAP) - 5議席
- その他の諸派 - 1議席
- 無所属 - 3議席

### 州首相
| 氏名                               | 在任期間                        | 党派 | 党派                   |
| ---------------------------------- | ------------------------------- | ---- | ---------------------- |
| ジブラージ・ナラヤン・メフタ       | 1960年5月1日 - 1963年9月19日    |      | インド国民会議         |
| バルワントライ・メフタ             | 1963年9月19日 - 1965年9月19日   |      | インド国民会議         |
| ヒテンドラ・カナイヤラル・デサイー | 1965年9月19日 - 1971年5月12日   |      | インド国民会議         |
| ガンシャム・オザ                   | 1972年3月17日 - 1973年7月17日   |      | インド国民会議         |
| チマンバイ・パテル                 | 1973年7月17日 - 1974年2月9日    |      | インド国民会議         |
| バブバイ・J・パテル                | 1975年6月18日 - 1976年3月12日   |      | インド国民会議         |
| マーダブ・シン・ソランキ           | 1976年12月24日 - 1977年4月10日  |      | インド国民会議         |
| バブバイ・J・パテル                | 1977年4月11日 - 1980年6月6日    |      | ジャナタ党             |
| マーダブ・シン・ソランキ           | 1980年6月7日 - 1985年7月6日     |      | インド国民会議         |
| アマルシン・チャウダリ             | 1985年7月6日 - 1989年12月9日    |      | インド国民会議         |
| マーダブ・シン・ソランキ           | 1989年12月10日 - 1990年3月3日   |      | インド国民会議         |
| チマンバイ・パテル                 | 1990年3月4日 - 1994年2月17日    |      | ジャナタ・ダル         |
| ハハビルダス・メフタ               | 1994年2月17日 - 1995年3月14日   |      | ジャナタ・ダル         |
| ケスハブハイ・パテル               | 1995年3月14日 - 1995年10月21日  |      | インド人民党           |
| スレッシュ・メフタ                 | 1995年10月21日 - 1996年9月19日  |      | インド人民党           |
| シャンカルシン・ワゲーラ           | 1996年10月23日 - 1997年10月27日 |      | Rashtriya Janata Party |
| ディリップ・パリク                 | 1997年10月28日 - 1998年3月4日   |      | Rashtriya Janata Party |
| ケスハブハイ・パテル               | 1998年3月4日 - 2001年10月6日    |      | インド人民党           |
| ナレンドラ・モディ                 | 2001年10月7日 - 2014年5月22日   |      | インド人民党           |
| アナンディベン・パテル             | 2014年5月22日 - 2016年8月7日    |      | インド人民党           |
| ビジェイ・ルパニ                   | 2016年8月7日 - 2021年9月12日    |      | インド人民党           |
| ブペンドラ・パテル                 | 2021年9月13日 - (現職)          |      | インド人民党           |

## 経済

### 農業
農産物では綿花、タバコ、落花生、ナツメヤシ、サトウキビ、コメなどの生産が盛んである。郊外では酪農業も行われ、乳製品の産地でもある。
1994年、2019年には蝗害が発生し、農作物に大きな被害が出た。2019年の発生の際には殺虫剤による駆除が行われたが、地域には鍋などの金属を打ち鳴らして追い払う風習が残されており、古くから大きな被害に悩まされてきたことが伺われる。

### 工業
グジャラート州は、インド国内で工業生産が最も盛んな州であり、国内の約4割を占めている。石油・化学や鉱工業の他に、船舶解体、自動車、繊維などの工業がある。
エッサール・グループのハジラ製鉄所があり、年間1,000万トン規模の生産量を誇っていたが2017年に破産。再建に向けて売却手続きが進められている。

### 石油・化学
特に化学工業、製薬工業が盛んで、ジャームナガルにあるコンビナート（リライアンス・インダストリーズの精油所であるen:Jamnagar Refinery、エッサール・グループのen:Essar Oil、等）では、インドの石油化学製品の約7割、医薬品の約4割が同省で生産されている。また農薬を含むリン化学製品は、世界でも有数の製造地のひとつとなっている。全長1,670キロメートルにもおよぶ海岸線はインドの州の内最長である。伝統的に製塩業も盛んで、現在もインド全体の塩の約8割が同州で生産され、塩と石灰石から製造されるソーダ灰も約9割が生産されている。地元の石灰石はセメント製造にも用いられている。

### 鉱工業
鉱産資源では、石灰石の他、方解石、石膏、マンガン、ボーキサイト、瑪瑙、長石、ケイ砂、カーネリアンを産し、褐炭等の化石燃料も州内で採掘されている。海外との宝石取引の拠点ともなっており、スーラトのダイヤモンド取引は盛んである。

### 投資誘致
2003年よりバイブラント・グジャラート(Vibrant Gujarat)という国際投資サミットを隔年で開催しており、海外からの投資誘致に成功している。

## 住民

### 民族
近代には、「インド産業の父」と呼ばれるジャムシェトジー・タタや「インド独立の父」と呼ばれるマハトマ・ガンディーがこの地方で生まれた。英語圏の東アフリカ、米英に移民として出たものも多く、これら地域のインド人はグジャラート出身者あるいはその子孫である場合が大半である。第18代インド首相、ナレンドラ・モディもこの地方出身である。

### 言語
グジャラート語、ロマ語、カッチ語、シンド語、ビリー語、ガミット語、ウルドゥー語、マールワーリー語、マラーティー語、パンジャーブ語、タミル語、テルグ語、ベンガル語、カンナダ語、オリヤー語、マラヤーラム語。

### 宗教
ヒンドゥー教徒（89.1%）、ムスリム（9.1%）、ジャイナ教徒（1.0%）、シク教徒（0.1%）、キリスト教徒（0.5%）。

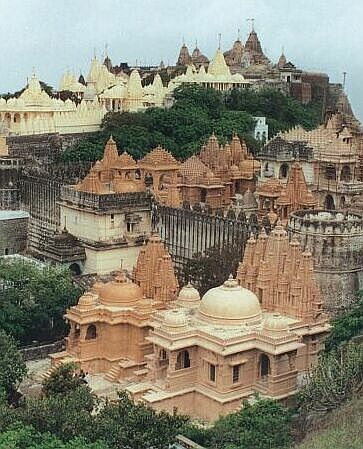
ジャイナ教寺院